# Ekskommunikation
Ekskommunikation (lat. excommunicatio = udelukkelse fra et fællesskab) betyder i kirkelig (især katolsk) sammenhæng udelukkelse fra modtagelsen af eukaristien og de øvrige sakramenter. 
Findes en person objektivt skyldig i en alvorlig overtrædelse, kan han ekskommuniceres, og – hvis det er en præst – også fra forvaltningen af sakramenterne samt fra alle kirkelige funktioner og tjenester, indtil han omvender sig og udsoner sig med Gud og Kirken. En ekskommuniceret præst må (og bør) dog altid hjælpe en troende i livsfare, og kan, hvis bandlysningen ikke er offentliggjort, også besvare enhver henvendelse fra en troende. En ekskommuniceret person er stadigvæk katolik og skal stadigvæk opfylde sine religiøse pligter så vidt muligt. Straffen kan kun være personlig.